# Dinotoperla marmorata
Dinotoperla marmorata is een steenvlieg uit de familie Gripopterygidae. De wetenschappelijke naam van de soort is voor het eerst geldig gepubliceerd in 1976 door Hynes.